# جائزة الكرة الذهبية 1985
جائزة الكرة الذهبية 1985، جائزة سنوية تُعطى لأفضل لاعب كرة القدم في العالم من طرف مجلة فرانس فوتبول الفرنسية، كما تقرره لجنة دولية من الصحفيين الرياضيين، وفاز بالجائزة في 1985 اللاعب الفرنسي ميشيل بلاتيني لاعب يوفنتوس.

## الترتيب
| الترتيب | اللاعب             | النادي       | الجنسية  | النقاط |
| ------- | ------------------ | ------------ | -------- | ------ |
| 1       | ميشيل بلاتيني      | يوفنتوس      | فرنسا    | 127    |
| 2       | بريبن إلكيير لارسن | هيلاس فيرونا | الدنمارك | 71     |
| 3       | بيرند شوستر        | برشلونة      | ألمانيا  | 46     |

## روابط خارجية
- الموقع الرسمي للكرة الذهبية على موقع فرانس فوتبول